# Cerkev Svete Trojice, Ljubljana
Uršulinska cerkev Svete Trojice, tudi nunska cerkev, je samostanska cerkev v Ljubljani, glavnem mestu Slovenije.
Cerkev je bila zgrajena po naročilu Jakoba pl. Schellenburga v letih 1718-1726, delo kranjskega deželnega arhitekta furlanskega rodu Carla Martinuzzija v padovanskem baročnem slogu. Vzhodna stran cerkve, ki gleda na Kongresni trg, je eno najizvirnejših ljubljanskih pročelij in je izjemno plastično oblikovana. Je nekoliko umaknjena iz linije sosednjih zgradb ter obdana z majhnima konkavnima arkadnima kriloma. Fasado členijo kolosalni tričetrtinski stebri, med katerimi je stena z okni različno poglobljena. Zaključuje jo čelo po vzoru rimskega arhitekta Borrominija. Čelo sestavlja  trikotnik in dveh ločnih segmentov, s tremi »gotskimi« šilastoločnimi nišami, ki najbrž namigujejo na motiv Svete Trojice. Nahaja se na Slovenski cesti.
Dvorana v notranjosti je banjasto obokana, med kolosalnimi pilastri in polstebri so kapele in kvadratni prezbiterij s kupolo. Notranjost je neposlikana, vendar bogato arhitekturno členjena. Glavni, marmornati oltar svete Trojice je leta 1744 izdelal Francesco Robba. Oltar je okrašen s simbolnimi figurami vere, upanja in ljubezni. 
Cerkev je del uršulinskega samostana, ki je do izgradnje trgovske hiše Maksimarket in Trga republike obsegal tudi velike vrtove z nasadi dreves.

## Galerija
- Pogled na samostan z zahoda
- Interier
- Oltar
- Prižnica
- Steber sv. Trojice
- Cerkev v 1920. letih
- Centralni pogled